# Canciones de las cruzadas

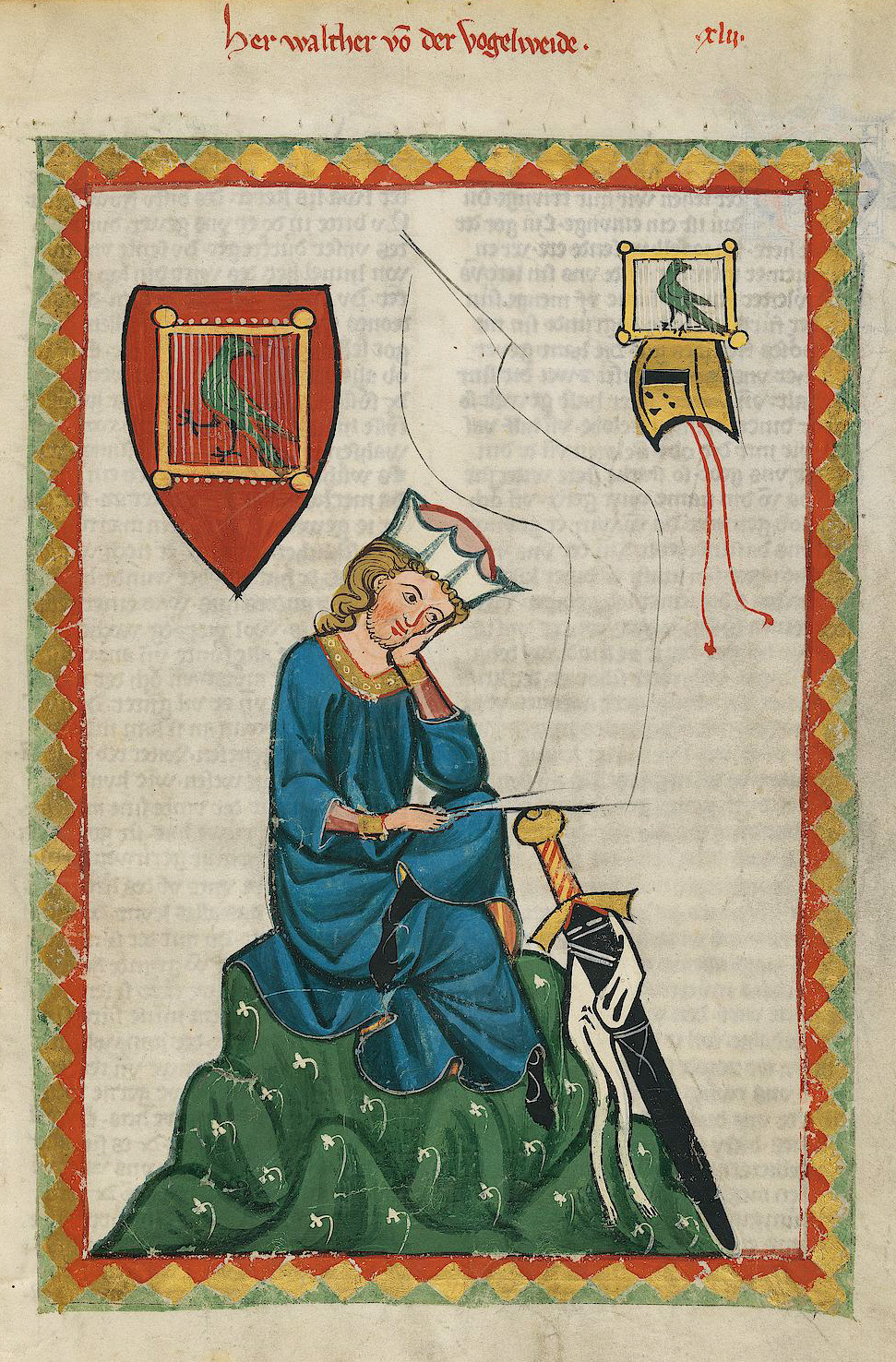
Retrato de Walther von der Vogelweide, compositor de canciones de las cruzadas

Una canción de la cruzada es cualquier poema lírico vernáculo sobre las cruzadas. Las canciones de las cruzadas fueron populares en la Alta Edad Media: 106 sobreviven en occitano, cuarenta en francés antiguo, treinta en alto alemán medio , dos en italiano y una en castellano antiguo. El pionero en el estudio de las canciones de las cruzadas, que puede considerarse un género propio, fue Kurt Lewent. Proporcionó una clasificación de las canciones de las cruzadas y distinguió entre las canciones que simplemente mencionaban, de alguna forma, una cruzada de las canciones que eran "canciones de las cruzada". Desde Lewent, los eruditos han agregado varias clasificaciones y definiciones de las canciones de las cruzadas. Los eruditos han defendido tres clasificaciones diferentes de canciones de las cruzadas que incluyen canciones de exhortación, canciones de amor y canciones que critican el movimiento de las cruzadas.
La primera cruzada acompañada de canciones, ninguna de las cuales sobrevive, fue la cruzada de 1101, de la que escribió Guillermo IX de Aquitania, según el cronista inglés Orderico Vital. De la Segunda Cruzada sobreviven una canción francesa y diez occitana. La Tercera y la Cuarta Cruzada generaron muchas canciones en occitano, francés y alemán. Trovadores ocitanos estuvieron especialmente en las campañas albigenses a principios del siglo XIII, pero su declive a partir de entonces hizo que las cruzadas posteriores — Quinta, Sexta, Séptima y Octava — estuvieran cubiertas principalmente por los Minnesänger alemanes y los trouvères franceses.